# Prix littéraire Marcel-Panneton
Le prix littéraire Marcel-Panneton est un prix littéraire québécois qui a été créé en 1984 par la bibliothèque centrale de prêt de la Mauricie.

## Lauréats
- 1984 - Jacques Gauthier - Au clair de l'œil
- 1985 - Claude R. Blouin - Les Instants dérobés
- 1986 - Hélène Maisonneuve-Aubin - Fond de tiroir
- 1987 - Donald Alarie - Petits formats